# The Clans Will Rise Again
The Clans Will Rise Again čertnaesti je studijski album njemačkog heavy metal-sastava Grave Digger. Diskografska kuća Napalm Records objavila ga je 1. listopada 2010. Prvi je album skupine na kojem se pojavio gitarist Axel Ritt.

## Popis pjesama
Tekstovi: Chris Boltendahl, glazba: Boltendahl, Axel Ritt, Jens Becker; pjesmu "Days of Revenge" skladali su s HP-om Katzenburgom.
| 1.    | »Days of Revenge (Intro)« (instrumentalna skladba) | 1:58 |
| 2.    | »Paid in Blood«                                    | 3:57 |
| 3.    | »Hammer of the Scots«                              | 4:01 |
| 4.    | »Highland Farewell«                                | 4:07 |
| 5.    | »The Clans Will Rise Again«                        | 5:01 |
| 6.    | »Rebels«                                           | 4:40 |
| 7.    | »Valley of Tears«                                  | 4:09 |
| 8.    | »Execution«                                        | 4:45 |
| 9.    | »Whom the Gods Love Die Young«                     | 6:12 |
| 10.   | »Spider«                                           | 3:19 |
| 11.   | »The Piper McLeod« (instrumentalna skladba)        | 0:49 |
| 12.   | »Coming Home«                                      | 4:22 |
| 13.   | »When Rain Turns to Blood«                         | 6:14 |
| 53:34 |                                                    |      |

## Zasluge
Grave Digger
- Chris Boltendahl – vokal, produkcija
- Axel Ritt – gitara, snimanje (gitara)
- Jens Becker – bas-gitara
- Stefan Arnold – bubnjevi
- HP Katzenburg – klavijature

Dodatni glazbenici
- Florian Bohm – gajde
- Hacky Hackmann – prateći vokal
- Stefan Schmidt – prateći vokal
- Bastian Emig – prateći vokal

Ostalo osoblje
- Andreas Schöwe – fotografije
- Marco Perdacher – inženjer zvuka
- Jörg Umbreit – inženjer zvuka, snimanje, miks
- Vincent Sorg – mastering
- Gyula Havencsák – grafički dizajn